# Stadtpolizei Windhoek
Die Stadtpolizei Windhoek (englisch Windhoek City Police Service, WCPS) ist die städtische Polizei (Ordnungsdienst) der namibischen Hauptstadt Windhoek und wurde 2004 gegründet. Die Truppe der Stadtpolizei wird auch als Mamba bezeichnet.
Im Jahr 2011 umfasste die WCPS insgesamt 405 Polizisten (Sollzahl 459) und mehr als 50 Einsatzfahrzeuge (Stand: August 2010). Die Aufgabe der Stadtpolizei ist die Wahrung der städtischen Sicherheit und der Verkehrssicherheit. Sie darf jedoch keine eigenen Ermittlungen durchführen und arbeitet auch deshalb eng mit der Namibischen Polizei zusammen.
Sie ist in diverse Bereiche untergliedert die jeweils von einem Polizeichef als Superintendent geleitet werden. Unterstellt sind diese dem Chef der Stadtpolizei.
- Community and Public Relations (Gemeinschaft und Öffentlichkeitsarbeit)
- Crime Prevention (Vorbeugung von Straftaten)
- Legal Services and Policy Development (Recht und Vorschriftenentwicklung)
- Traffic Management (Verkehrsorganisation)
- Human Resources and Finances (Mitarbeiter und Finanzen)
- Information Management (Informationsorganisation)

Seit Mitte August 2010 war die Stadtpolizei in vier Einsatzgebiete mit insgesamt 22 Einsatzzonen untergliedert. Zur Zeit (Stand August 2024) sind es 18 Zonen. Zudem wurden im November 2010 30 Überwachungskameras an prominenten Plätzen in ganz Windhoek installiert, die aus einer Überwachungszentrale gesteuert werden. Diese wurden seitdem weiter ausgebaut.

## Fallstatistik
Stand: 2010 - Quelle
- 2933 Raubüberfälle (6,5 je 1000 Einwohner)
- 5966 Einbrüche in Häuser und Wohnungen (13,3 je 1000 Einwohner)
- 7469 Diebstähle (16,6 je 1000 Einwohner)
- 2804 Fahrzeugaufbrüche (6,2 je 1000 Einwohner)
- 3839 Körperverletzungen (8,5 je 1000 Einwohner)
- 7653 Verkehrsunfälle (17 je 1000 Einwohner) mit 1417 Verletzten (3,1 je 1000 Einwohner)